# Amata herthula
Amata herthula är en fjärilsart som beskrevs av Hermann Stauder 1920. Amata herthula ingår i släktet Amata och familjen björnspinnare. Inga underarter finns listade i Catalogue of Life.